# 赤磐警察署
赤磐警察署（あかいわけいさつしょ）は、岡山県警察が管轄する警察署の一つである。
なお、赤磐警察署という名称ではあるが、所在地は赤磐市ではなく隣の岡山市東区瀬戸町にある。これは、合併前の瀬戸町がもともと赤磐郡に所属していたことによる。

## 概要
- 住所：岡山県岡山市東区瀬戸町瀬戸166番地

### 交通アクセス
- JR山陽本線瀬戸駅から徒歩5分
- 宇野自動車瀬戸警察前バス停からすぐ

### 管轄区域
- 岡山市東区（2007年1月に編入合併した旧瀬戸町の区域）
- 赤磐市（全域、2005年3月に合併した旧山陽町・赤坂町・熊山町・吉井町の区域）

## 沿革
- 1896年 町苅田警察署を設置。
- 1900年4月1日 瀬戸警察署に改称。
- 2005年3月7日 赤磐市の合併・市制施行に伴い赤磐警察署に改称。

## 交番
（ ）の中は所在地。
- 山陽交番（赤磐市下市）
  - 赤磐市のうち五日市、岩田、尾谷、上市、上仁保、鴨前、熊崎、神田、河本、斎富、山陽一丁目 - 七丁目、下市、下仁保、正崎、高屋、立川、津崎、斗有、長尾、中島、西中、沼田、日古木、二井、穂崎、馬屋、南方、和田

## 駐在所
（）の中は所在地。
- 万富駐在所（岡山市東区瀬戸町万富）
  - 岡山市東区のうち瀬戸町大井、瀬戸町大内、瀬戸町坂根、瀬戸町鍛冶屋、瀬戸町塩納、瀬戸町宗堂、瀬戸町二日市、瀬戸町万富、瀬戸町南方、瀬戸町弓削
- 豊田駐在所（赤磐市松木）
  - 赤磐市のうち円光寺、奥吉原、小瀬木、河田原、勢力、千躰、釣井、徳富、松木、吉原
- 可真駐在所（赤磐市稗田）
  - 赤磐市のうち岡、可真上、可真下、佐古、沢原、酌田、石蓮寺、殿谷、野間、稗田、弥上
- 桜が丘駐在所（赤磐市桜が丘西6丁目）
  - 赤磐市のうち桜が丘西一丁目 - 十丁目、桜が丘東一丁目 - 六丁目
- 町苅田駐在所（赤磐市町苅田）
  - 赤磐市のうち大苅田、西軽部、西窪田、東軽部、東窪田、町苅田、山口、由津里
- 笹岡駐在所（赤磐市小原）
  - 赤磐市のうち今井、大屋、北佐古田、小原、坂辺、惣分、多賀、南佐古田、山手
- 仁堀駐在所（赤磐市仁堀中）
  - 赤磐市のうち合田、石上、小鎌、戸津野、中勢実、中畑、西勢実、仁堀中、仁堀西、仁堀東、平山、広戸
- 佐伯北駐在所（赤磐市光木）
  - 赤磐市のうち石、稲蒔、暮田、黒沢、光木、塩木、滝山、中山、福田、八島田
- 周匝駐在所（赤磐市周匝）
  - 赤磐市のうち河原屋、草生、黒本、是里、周匝

## 代表電話番号
現在は他の警察署同様に電話番号の末番は「0110」であるが、2005年ごろまで岡山県の警察署では唯一、下4桁に110番を使用しておらず、「0029」を使用していた。これは明治時代の電話開設時に“憎まれ役”にちなんで県内の多くの警察署に付された加入者番号「29番」の名残りであった。